# Come Back to Erin
Come Back to Erin er en amerikansk stumfilm fra 1914 af Sidney Olcott.

## Medvirkende
- Gene Gauntier som Peggy O'Malley
- Jack. J Clark som Jerry
- Sidney Olcott